# Sumpf-Kurzbüchsenmoos
Das Sumpf-Kurzbüchsenmoos (Brachythecium mildeanum) ist eine Laubmoos-Art aus der Familie Brachytheciaceae.

## Beschreibung
Die kräftigen, bis über zehn Zentimeter großen, niederliegenden bis aufsteigenden, unregelmäßig verzweigten Pflanzen bilden bleichgrüne oder gelbgrüne, lockere Rasen. An den Stämmchen sind nur spärlich oder keine Rhizoiden vorhanden. Die locker anliegenden bis abstehenden Stämmchenblätter sind bis etwa drei Millimeter lang, nicht oder mäßig längsfaltig, dreieckig-lanzettlich und laufen allmählich in eine lange, feine Spitze aus. Die Blattränder sind flach oder teils schmal umgerollt und ganzrandig bis sehr fein gesägt. Die Blattrippe reicht bis über die Blattmitte. Astblätter sind etwas kleiner. Die Blattzellen in der Blattmitte sind linealisch und dünnwandig, 70 bis 120 Mikrometer lang und 7 bis 10 Mikrometer breit, am Blattgrund rechteckig bis rhombisch, dickwandiger und etwas getüpfelt, in den nur schwach abgesetzten Blattflügeln kurz-rechteckig bis quadratisch.
Die Geschlechterverteilung ist autözisch. Die Art fruchtet selten. Die Seta ist glatt und 2 bis 2,5 (selten bis 4) Zentimeter lang, die verlängert eiförmige Kapsel ist geneigt bis horizontal und gekrümmt, der Deckel kegelig. Sporen sind fein papillös und 14 bis 22 Mikrometer groß.

## Standortansprüche
Das Moos wächst an nassen bis feuchten, kalk- oder basenreichen, hellen bis halbschattigen Standorten. Die Lebensräume sind besonders Niedermoore und Feuchtwiesen, Quellfluren, lichte Moor- und Bruchwälder, sekundär wächst es auch auf lehmiger Erde.

## Verbreitung
Die Art hat weltweit ihr Verbreitungsgebiet in Europa, in der Türkei, in Nordost- und Zentralasien, in Nordamerika, auf den Kanarischen Inseln und im tropischen Afrika.
In Deutschland, Österreich und der Schweiz kommt sie von der kollinen bis zur subalpinen Höhenstufe gebietsweise zerstreut vor, ist aber sonst oft selten. Durch den Rückgang von Mooren sind viele ehemalige Bestände zurückgegangen oder auch verschwunden. In vielen Teilen von Deutschland gilt die Art als gefährdet.